# Леняро
Леня̀ро (на италиански: Legnaro) е градче и община в Северна Италия, провинция Падуа, регион Венето. Разположено е на 8 m надморска височина. Населението на общината е 8733 души (към 2014 г.).